# Doebrovka (station MTsK)
Doebrovka (Russisch: Дубровка ) is een station aan de tweede ringlijn in de Russische hoofdstad Moskou. Het station ligt bij de kruising van de Derde Ringweg en de Joezjnoportovajastraat. Het station is zo dicht mogelijk bij het gelijknamige metrostation gebouwd (500 meter noordelijker) om een overstap op de metro mogelijk te maken, het is niet een oorspronkelijk station van de ringspoorlijn van 1908.